# Barbenheimer

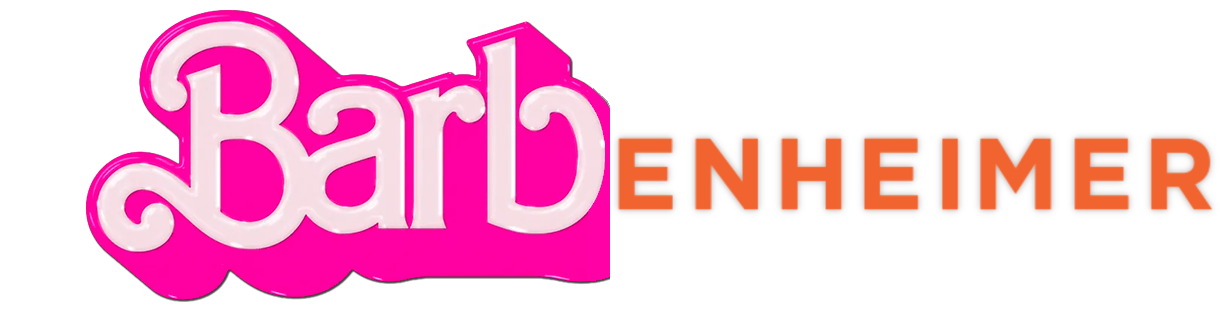
Kombiniertes Logo der beiden Filme

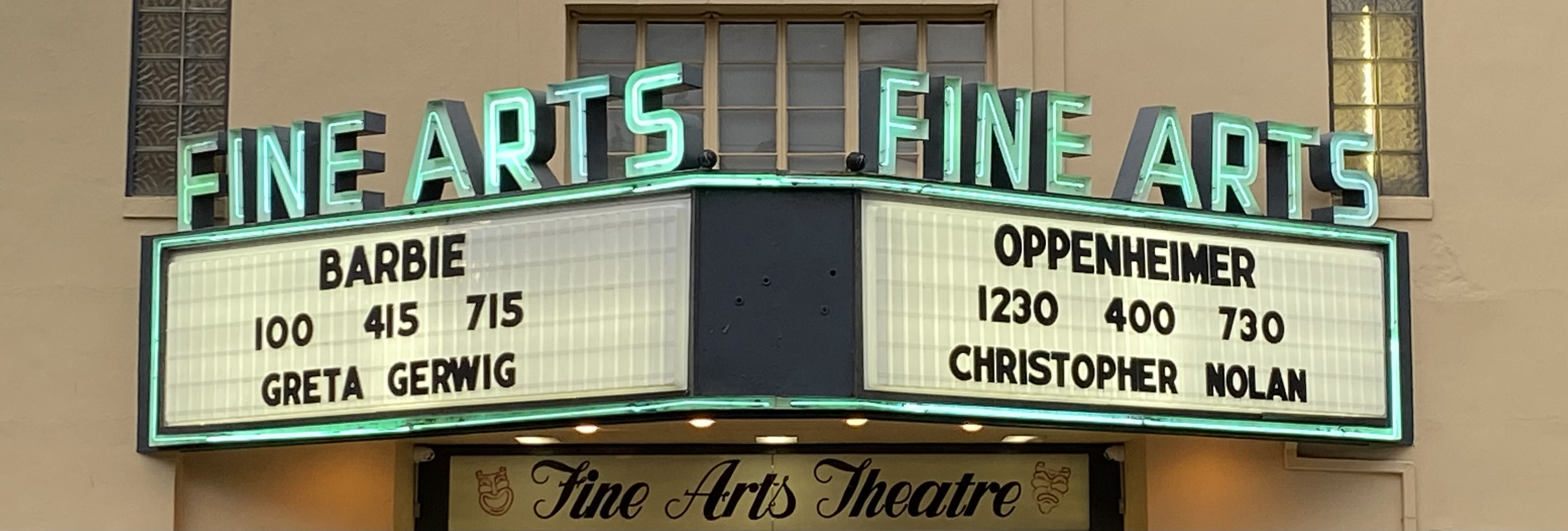
Bewerbung beider Filme im Fine Arts Theatre in Asheville

Barbenheimer, seltener Barbieheimer oder Oppenbarbie genannt, ist ein Internetphänomen in Reaktion auf die zeitgleiche Veröffentlichung der in Genre und Ton entgegengesetzten Kinofilme Barbie und Oppenheimer am 21. Juli 2023, aus deren Titel die Namensvarianten sich als Kofferwort zusammensetzen. Die ursprünglich als Konterprogramm gedachte gleichzeitige Ansetzung inspirierte Internetnutzer zu Memes sowie Kinogänger als auch Beteiligte an den Filmen selbst, sie am Eröffnungswochenende als Doppelfeature zu schauen. Variety bezeichnete es als das „Filmevent des Jahres“, was sich in den Einspielergebnissen widerspiegelte, bei denen Barbie weltweit etwa eine halbe Milliarde US-Dollar mehr einholte, und in der von Oppenheimer dominierten Award-Saison 2023/2024 fortsetzte, wo es bei der Oscar-Verleihung 2024 seinen Abschluss fand.

## Gleichzeitige Veröffentlichung

### Konterprogramm
Die zwei US-amerikanischen Filme Barbie von Greta Gerwig über die Plastikpuppe Barbie und Oppenheimer von Christopher Nolan über Robert Oppenheimer, den Vater der Atombombe, erschienen am selben Tag in den Kinos, in Deutschland am 20. Juli und in Nordamerika am 21. Juli 2023. Inhaltlich und bezüglich des Tons ihrer jeweiligen Inszenierungsweisen wurden sie bereits vor der Veröffentlichung anhand des Marketingmaterials als „extrem unterschiedlich“ oder gegenteilig wahrgenommen. An Genres handle es sich um ein ernsthaftes, trostloses Historiendrama und eine knallbunte Komödie über ein Kinderspielzeug. The Economist hob insbesondere angesichts aktueller Kriegskrisen den Kontrast zwischen Realismus und Eskapismus hervor.
Durch die Unterschiede sei die gleichzeitige Ansetzung „klassisches counterprogramming, also das An-den-Start-bringen zweier unterschiedlicher Filme, die sich an den Kinokassen nicht gegenseitig das Publikum wegnehmen;“ denn aus Marketingsicht sei Oppenheimer mehr auf ein älteres, männliches und Barbie auf ein jüngeres, weibliches Publikum ausgerichtet. Dieser Fall erinnert an das Beispiel von counterprogramming des Sommers 2008 durch die Filme The Dark Knight und Mamma Mia!, „ebenfalls ein düsterer Christopher-Nolan-Film [gegen] eine Komödie mit einem Ensemblecast in glitzernden Jumpsuits und Disco-Elementen“.
Keith Phipps von der GQ merkte an, dass das Konkurrieren zweier Big-Budget-Blockbuster am selben Eröffnungswochenende zunehmend selten ist, und counterprogramming eher mit kleineren Filmen für spezielles Publikum ausgeführt wird, da Studios zu der Strategie übergegangen sind, einen großen Film pro Woche zu veröffentlichen, insbesondere im Sommer, wenn direkte Konkurrenz eher vermieden wird, während die Feiertagssaison im Winter für jeden etwas enthalte und die Filme länger in den Kinos verbleiben. So konnten im Dezember 2022 Der gestiefelte Kater: Der letzte Wunsch neben Avatar: The Way of Water und gleichzeitig am 27. Mai 2022 der Blockbuster Top Gun: Maverick als auch der im Budget deutlich kleinere Animationsfilm Bob’s Burgers – Der Film veröffentlicht werden.

### Doppelfeature
Entgegen der Strategie des counterprogramming, das Publikum zwischen den Filmen aufzuteilen, führte das Internetphänomen Barbenheimer zu der Idee, unabhängig zu welcher Zielgruppe man gehört, beide Filme anzuschauen, etwa als Doppelfeature am selben Tag hintereinander. Im Internet wurde die passendere Reihenfolge diskutiert, wobei sich als Konsens durchsetzte, zuerst Oppenheimer zu schauen und Barbie später am Tag, um „die Nacht mit einer Party zu beenden.“
Scottie Andrew von CNN Entertainment beschrieb diese Reihenfolge damit, sich einen Nachtisch für nach dem Abendessen aufzuheben. Während sich generell Barbenheimer als Name für das Phänomen unabhängig der Reihenfolge durchgesetzt hat, wird manchmal im Vergleich der möglichen Reihenfolgen zusätzlich Oppenbarbie (Oppenheimer – Barbie) im Gegensatz zu Barbenheimer (Barbie – Oppenheimer) verwendet. Beispielsweise wägten Jen Lennon für AV Club und Chris Farnell für Den of Geek Vorteile beider Reihenfolgen ab, während Stuart Heritage des Guardians nach eigener Erfahrung vom Doppelfeature abriet. Die Reihenfolge Oppenheimer – Barbie beschrieb er mit dem Gefühl, „als würde das Begräbnis deiner Mutter von einem Flashmob parkender Zirkusclowns befallen werden.“ Unter anderem Andrew und Heritage wiesen auch darauf hin, man solle eine ausreichende Pause zwischen den Filmen einlegen, um den ersten, insbesondere wenn es Oppenheimer ist, zu verarbeiten.
Weitere Reporter versuchten durch die zusammenhängende Betrachtung beider Filme, thematische Gemeinsamkeiten zu finden. Für den Escapist schrieb Darren Mooney, in beiden gehe es um die Beziehung zwischen Vorstellung und Realität, und was passiere, wenn Ideen sich in der echten Welt manifestieren; das Ergebnis sei in beiden Fällen grundlegend angsteinflößend. Für den Washington Post schrieb Tyler Austin Harper, beide Filme behandeln Konzepte des 20. Jahrhunderts, mit denen die Menschheit die Epoche maßgeblich beeinflusst habe: Militarismus und Konsumerismus, die beide unsere Spezies in Form ihrer Hinterlassenschaften auf dem Planeten überdauern könnten. Sonia Rao postulierte wiederum als gemeinsames Thema: „die Korrumpierbarkeit von Männern.“
AMC Theatres, die weltgrößte Kinokette, berichtete, dass zwei Wochen vor Veröffentlichung der Filme über 20.000 AMC-Stub-Mitglieder Karten für Vorstellungen beider Filme am selben Tag vorbestellt haben, und dass sie vom 7. bis zum 10. Juli einen Anstieg von 33 % an Mitgliedern, die dies getan haben, verzeichneten. In der folgenden Woche habe sich die Zahl verdoppelt. Die britische Kinokette Vue Entertainment berichtete, dass etwa ein Fünftel der Kunden, die Oppenheimer sehen wollen, auch Karten für Barbie gekauft haben; sowie die amerikanische Kette Alamo Drafthouse eine signifikante Anzahl an Anfragen für private Events wie Partys, bei denen beide Filme gezeigt werden sollen.

## Barbenheimer als Meme

### Verbreitung im Internet
Nach Veröffentlichung des ersten Marketingmaterials mit Bekanntgabe desselben Veröffentlichungstermins beider Filme begannen Fans in den sozialen Medien, mit Memes den starken Kontrast ihrer Themen und Farbpaletten zu vergleichen, aber auch zu mischen, unter anderem durch Kombination der Filmplakate, ihrer Protagonisten, Slogans und Schriftzüge zu Barbenheimer als Namen des Phänomens, welcher auch gedruckt auf T-Shirts verkauft wurde. Typisch ist hier ein rosa Atompilz sowie ein Foto zweier bekannter Häuser in den Pacific Palisades – eines mit schwarz-weißer, eines mit lila-pinker Fassade.
Als erste Verwendung des Kofferworts wurde ein Tweet von Matt Neglia von der Website Next Best Picture im April 2022 ausgemacht, als beide Filme immer wieder neue Teile ihrer Besetzung bekanntgaben. Verstärkt verwendet und viral wurde es allerdings erst wieder 2023 in den Monaten vor Veröffentlichung der Filme. Laut Don Caldwell von Know Your Meme erwies es sich dabei fähig, sich weiterzuentwickeln, als immer mehr neue Informationen über die Filme bekanntgegeben, indem es sich von der Kontrastierung zur Debatte über die Reihenfolge verlagerte.

### Analysen zum Phänomen als Meme
Die Journalistin Elizabeth Spiers kommentierte in einem Gastbeitrag für die New York Times: „Die Memes insbesondere sind ihr eigenes Genre künstlerischer Arbeit. [… Sie] sind zugleich ein organischer Ausdruck von Fan-Enthusiasmus als auch eine Kritik an modernem Konsumismus.“ Sie zitiert den Grafikdesigner Rob Sheridan, laut dem das Meme Möglichkeiten biete, mit den extremsten Gegensätzlichkeiten altmodischer Gender-Stereotype zu experimentieren und spielen in einer Zeit, in der Gender dekonstruiert werde. Sheridan betont den steten Strom unzusammenhängender Themen durch die sozialen Medien, die sowohl Angst als auch Freude ansprechen sollen, und die Fülle an willkürlichen Crossovers in der Konsumlandschaft. Ihr Fazit lautet: „Dieser Moment ist nicht bloß Manipulation durch Konzerne. Es ist ein Produkt aus Fankultur, dem Internet und einer Fügung des Timings.“
Sam Corbin von der New York Times betrachtete das Wort Barbenheimer als Portmanteau, dessen Stärke und Klang ebenfalls zum andauernden Effekt des Phänomens beitrage. Dabei führt sie eine Studie der amerikanischen Linguistinnen Constantine Lignos und Hilary Prichard aus dem Jahr 2015 an, die sechs Kategorien für den Erfolg von Portmanteaus aufstellten, von denen nach Corbin Barbenheimer vier erfülle: Vervollständigungswahrscheinlichkeit der einzelnen Filmtitel, die Assoziation beider Filme miteinander, Spaßfaktor durch die popkulturelle Relevanz und die Natürlichkeit des kombinierten Begriffs. Daysia Tolentino von NBC beobachtete, dass das Wort abseits der Filme zum Slangbegriff für zwei gleichzeitig auftretende Dinge mit gegensätzlicher Stimmung geworden sei.
Palmer Haasch von Business Insider bemerkte, zusätzlich Gentleminions referierend, dass den physischen Akt des Kinogangs auf alberne und übertriebene Weisen in ein Meme zu verwandeln, dabei helfe zu ermuntern, ins Kino zu gehen, und damit die Kinoeinnahmen zu erhöhen. Daniel Loria von Boxoffice.com nannte das Phänomen einen „Katalysator“, bei dem nicht nur davon gesprochen wurde, einen oder beide der Filme zu sehen, sondern dafür ins Kino zu gehen. Nach Michael O’Leary, dem CEO der National Associations of Theater Owners, war ein antreibender Faktor, dass die Menschen das Gefühl hatten, etwas Besonderes passiere, an dem sie teilhaben wollten, was sich nach Shawn Robbins von Boxoffice.com auch in einer Angst, es zu verpassen, resultierte. Mike Polydoros von PaperAirplane Media ergänzte, dass man nicht nur in den Kinos, sondern zusammen mit Freunden die Filme sehen beziehungsweise an dem Erlebnis teilnehmen musste, sodass Gruppen in die Kinos gingen. Josh Goldstine, Marketing-Chef von Warner Bros., sah in dem Phänomen einen seltenen Wohlfühlmoment nationaler Einheit, da man im Internet, das eigentlich ein Werkzeug der Spaltung sei, sich nicht für eine Seite entscheiden musste – Team Barbie oder Team Oppenheimer –, sondern beides sein konnte.
Die Marketingchefs der Produktionsunternehmen beider Filme merkten bei einem Entertainment Marketing Summit an, dass sie selbst jeweils zu beschäftigt mit oder limitiert in ihrem eigenen Marketing für ihren Film waren, als dass sie heimlich eine Barbenheimer-Kampagne hätten starten oder an ihr teilnehmen können. Diese sei über TikTok und andere soziale Medien vollständig eine Basis-Bewegung der Zuschauer gewesen, die sich für diese beiden Filme entschieden und durch eine eigene Kampagne Eigentümerschaft deklariert haben.

## Rezeption und Reaktion

### Reaktionen aus Hollywood
Das Phänomen Barbenheimer und insbesondere die Idee eines Doublefeatures wurde auch von Hollywood und den Beteiligten der Filme selbst aufgegriffen zur gegenseitigen Promotion. Den Anfang machte allerdings Schauspieler Tom Cruise des Films Mission: Impossible – Dead Reckoning Teil Eins, der eine Woche vor Barbie und Oppenheimer veröffentlicht wurde. Er postete auf Twitter Bilder von sich und Regisseur Christopher McQuarrie vor den Postern der beiden Filme (sowie Indiana Jones und das Rad des Schicksals) mit entsprechenden Tickets mit der Aussage, dass er sich auf das Double Feature freue. In einem Interview erklärte er, er werde am Eröffnungswochenende Oppenheimer am Freitag und Barbie am Samstag schauen.
Darauf reagierten zuerst Margot Robbie und Greta Gerwig, Hauptdarstellerin und Regisseurin von Barbie, mit gleichartigen Fotos unter der Überschrift „Mission: Accepted!“. Gerwig schlug vor, in zwei Doppelfeatures die Filme in beiden Reihenfolgen anzuschauen. Issa Rae, die in Barbie spielt, bezeichnete die Situation als „Solidarität, wo versucht wurde, die Filme gegeneinander auszuspielen.“ Cillian Murphy sagte in einem Interview, sein Rat sei, beide Filme am selben Tag anzuschauen. „Wenn sie gute Filme sind, ist das ein Gewinn fürs Kino.“
Im Dezember 2023 brachte Variety in der Reihe Actors on Actors, in der jeweils zwei Schauspieler sich gegenseitig interviewen, Robbie und Murphy zusammen. Bezüglich Barbenheimer lobten sie die Kreativität der Leute, die Fanart erstellten, und resümierten, dass niemand es hätte voraussehen oder erzwingen können und dass eine Verbindung von Filmen mit solcher Wirkung vielleicht nie wieder passiere.
Bei der Oscar-Verleihung 2024 standen Emily Blunt und Ryan Gosling, die jeweils für Oppenheimer und Barbie als Nebendarsteller nominiert waren, gemeinsam auf der Bühne. Sie witzelten, mit der Veranstaltung könne die Barbenheimer-Rivalität beiseitegelegt werden, und im Rückblick zusammenfassend, dass einerseits Oppenheimer bei den Preisverleihungen dominierte, aber andererseits im Sommer 2023 auf der Erfolgswelle von Barbie mitschwamm.
In der Sendung von Saturday Night Live vom 13. April 2024 wurde Barbenheimer nochmal in einem Sketch aufgegriffen. Ryan Gosling als Gastgeber des Abends und Emily Blunt als Überraschungsgast nahmen in einer Version von Taylor Swifts All Too Well von ihren Charakteren Ken und Kitty Oppenheimer musikalisch Abschied.

### Kontroverse in Japan
In Japan, dem einzigen Land, das Nuklearangriffe erlitten hat, führten Memes des Internetphänomens zu starker Kritik, dass Bilder, die Atompilzwolken mit spielerischen, lustigen Elementen aus Barbie, die Atomwaffen und ihre Auswirkungen für Japan verniedlichen würden, und zu dem Gegen-Hashtag #NoBarbenheimer. Als der amerikanische Twitter-Account für den Barbie-Film ein entsprechendes Bild kommentierte, forderte die japanische Abteilung von Warner Bros. über den japanischen Twitter-Account für den Barbie-Film eine Reaktion des amerikanischen Warner-Bros.-Hauptquartiers, das daraufhin in einem Statement um Entschuldigung bat.

### Bedeutung für die Filmindustrie
Nachdem in der COVID-19-Pandemie ab 2020 die Kinos geschlossen werden mussten, was die Veröffentlichung von Filmen auf Video-on-Demand-Anbietern und damit die Nutzung dieser steigerte, war 2023 von der Industrie als das Jahr gedacht, das die Bürger wieder dazu bringen sollte, ins Kino zu gehen. Jedoch gab es laut Comscore, welche Boxoffice-Daten sammelt und analysiert, bis zum Juli in den Vereinigten Staaten und Kanada 20 % weniger Ticketverkäufe als für denselben Zeitraum im Jahr 2019. Der Sommer 2023 enthielt bis dahin sowohl starke Ticketverkäufe wie für Spider-Man: Across the Spider-Verse und John Wick: Kapitel 4 als auch Enttäuschungen für teure Franchise-Filme mit Indiana Jones und das Rad des Schicksals und Ant-Man and the Wasp: Quantumania. Auch Mission: Impossible – Dead Reckoning Teil Eins blieb trotz solider Ergebnisse letztlich hinter den Erwartungen zurück, sodass auf Barbenheimer die Hoffnungen lagen, das Publikum zurück in die Kinos zu locken. Mehrere Reporter schlussfolgerten, dass aus dem Erfolg der beiden Nicht-Franchise-Filme Barbie und Oppenheimer sowie Sound of Freedom abzuleiten sei, dass das Publikum neue Inhalte sehen wolle und genug von Franchises wie dem Marvel Cinematic Universe und Sequels habe.
Kyle Buchanan von der New York Times nannte Barbenheimer „das glücklichste Wochenende der Filmindustrie seit langer Zeit,“ das aber auch „das letzte glückliche Wochenende für viele Monate“ sein könnte angesichts des doppelten Streiks seit dem 14. Juli 2023 der Schauspielergewerkschaft SAG-AFTRA mit der Autorengewerkschaft WGA, aufgrund dessen die Veröffentlichung mehrerer für die zweite Hälfte des Jahres angesetzte Filme auf 2024 verschoben wurde. Der Filmproduzent Scott Sanders urteilte, dass während Barbenheimer die Lust daran, ins Kino zu gehen, wiederbeleben könnte, das Momentum aufgrund eines Mangels an nachfolgenden Filmen vergehen könnte.
Der Regisseur Martin Scorsese kommentierte im Oktober 2023, obwohl er beide Filme nicht gesehen hat, das Phänomen in einem Interview, es sei gerade zur richtigen Zeit gekommen und biete Hoffnung für eine andere Art Kino, anders als das, was es in den letzten 20 Jahren gegeben habe. Laut Oppenheimer-Regisseur Christopher Nolan erinnerte Barbenheimer an die Kinoerfahrung vor COVID-19. Er führt den Erfolg des Phänomens auf „Neuartigkeit“ zurück. Aus den Kinoeinnahmen gehe klar hervor, dass das Publikum nach Dingen suche, die es zuvor nicht gesehen hat, nachdem es zuvor eine Zeit gab, in der Studios ihre Franchises scheinbar endlos mit vorhersehbarem Erfolg fortführen konnten.
Im Mai 2025 befand Seth Rogen, der mit The Studio eine Serie über das Filmemachen aus Sicht von Hollywood-Studios geschaffen hat, dass Barbenheimer ein Fall sei, bei dem ein einzelnes Wochenende die Richtung Hollywoods verändert habe.

### Erfolg für die beiden Filme

#### Einspielergebnisse
Prognosen gingen davon aus, dass Barbie am Eröffnungswochenende 90 bis 120 Millionen US-Dollar einbringen und Oppenheimer 45 bis 50 Millionen US-Dollar einspielen würde.
Beide Filme übertrafen die Erwartungen der Kinokassen. In den Vereinigten Staaten und Kanada spielte Barbie in den Vorpremieren am Donnerstagabend 22,3 Millionen US-Dollar ein, während Oppenheimer 10,5 Millionen US-Dollar einspielte. Dies war das erste Mal, dass zwei Filme, die am selben Wochenende veröffentlicht wurden, in ihren Vorschauen jeweils mehr als 10 Millionen US-Dollar einspielten. Einschließlich der Vorpremieren spielten die Filme an den ersten Tagen 70,5 Millionen US-Dollar bzw. 33 Millionen US-Dollar ein, was dazu führte, dass die Wochenendprognosen auf 160 Millionen US-Dollar bzw. 77 Millionen US-Dollar angehoben wurden. Die Ersteinspielungen der Filme beliefen sich auf 162 Millionen US-Dollar bzw. 82,4 Millionen US-Dollar. Dem Barbenheimer-Phänomen wurde ein gesteigertes Interesse an den Filmen zugeschrieben, da am Wochenende insgesamt 79 % der Eintrittskarten verkauft wurden (52 % für Barbie und 27 % für Oppenheimer), was für die beiden Filme insgesamt 18,5 Millionen Zuschauer bedeutet. Darüber hinaus verdiente Oppenheimer 5 Millionen US-Dollar durch Zuschauer, die den Film sahen, weil ihre gewünschte Barbie-Vorführung ausverkauft war. Barbie und Oppenheimer führten das Wochenende vom 21. bis 23. Juli zu einem Gesamtumsatz von 310,8 Millionen US-Dollar und machten es damit zum viertgrößten inländischen Gesamtwochenende aller Zeiten, hinter den Wochenenden, an denen die Eröffnungen von Avengers: Endgame (26.–28. April 2019, 402 Millionen US-Dollar), Avengers: Infinity War (27.–29. April 2018, 314 Millionen US-Dollar) und Star Wars: Das Erwachen der Macht (18.–20. Dezember 2015, 313 Millionen US-Dollar) angeführt wurden. Die erste Woche der beiden Filme seit Veröffentlichung vom 21. bis zum 27. Juli verschaffte AMC Theatres die beste Woche ihrer Geschichte nach Ticketeinnahmen. Zum Ende des Juli überschritten die weltweiten Einnahmen beider Filme zusammengenommen die Milliarden-Marke.
| Titel       | Einspielergebnisse in US-Dollar (Stand: 10. Januar 2024) | Einspielergebnisse in US-Dollar (Stand: 10. Januar 2024) | Einspielergebnisse in US-Dollar (Stand: 10. Januar 2024) | Budget   | Quelle |
| Titel       | Nordamerika                                              | Deutschland                                              | Weltweit                                                 | Budget   | Quelle |
| ----------- | -------------------------------------------------------- | -------------------------------------------------------- | -------------------------------------------------------- | -------- | ------ |
| Barbie      | 636.230.882                                              | 57.599.864                                               | 1.445.630.882                                            | 145 Mio. | [ 57 ] |
| Oppenheimer | 326.106.360                                              | 51.461.798                                               | 952.040.360                                              | 100 Mio. | [ 58 ] |
| gesamt      | 962.337.242                                              | 109.061.662                                              | 2.397.671.242                                            | 245 Mio. |        |

#### Preise und Nominierungen
Das Phänomen Barbenheimer war in der Award-Saison der Filmbranche wieder Gesprächsthema. Bei den Preisvergaben wurden die beiden Barbenheimer-Filme stärker als Konkurrenten oder sogar „Erzfeinde“ angesehen.
Oscars
Es wurde bereits vor der Bekanntgabe der Oscar-Nominierungen erwartet, dass Barbenheimer die Nominierungen für die 96. Verleihung der Oscars dominieren würden. Tatsächlich wurde Oppenheimer in dreizehn Kategorien nominiert, wurde aber nicht von Barbie gefolgt, sondern von Poor Things (elf Nominierungen) und Killers of the Flower Moon (zehn Nominierungen). Barbie wurde achtmal nominiert, davon zweimal für den besten Filmsong für I’m Just Ken und What Was I Made For? Als besonders überraschend galt dabei, dass sowohl Greta Gerwig für Regie und Margot Robbie als Hauptdarstellerin bei der Nominierung übergangen worden waren. Emma Wagner von ScreenRant kommentierte, die Oscars hätten damit das letzte große Event, um Barbenheimer zu feiern, ruiniert. Während der Verleihungszeremonie traten Ryan Gosling und Emily Blunt gemeinsam auf und machten Scherze über die Barbenheimer-Rivalität.
Golden Globes
Für die Golden Globe Awards 2024 wurden beide Filme mehrfach nominiert. Barbie erhielt mit neun Nominierungen die meisten Golden-Globe-Nominierungen für einen Kinofilm des Filmjahres 2023, Oppenheimer folgte mit acht Nominierungen. Bei der Gala zur Preisverleihung griff Moderator Jo Koy das Phänomen Barbenheimer durch einen Vergleich der beiden Filme auf. Während Oppenheimer schließlich fünffach ausgezeichnet wurde, wurde Barbie nur mit Golden Globes für den Bester Filmsong für What Was I Made For? von Billie Eilish und Finneas O’Connell und der neugeschaffenen Auszeichnung für wirtschaftlichen Erfolg ausgezeichnet. Während Oppenheimer damit der meistausgezeichnete Film war, rangierte Barbie damit hinter Poor Things. Insgesamt wurde die Preisvergabe als inoffizielle Vollendung von Barbenheimer gesehen.
BAFTA
Die British Academy of Film and Television Arts führte zunächst die beiden Barbenheimer-Filme auf der Longlist in jeweils fünfzehn Kategorien für die 77. Verleihung der British Academy Film Awards (BAFTAs). Sie führten damit zusammen mit Killers of the Flower Moon das Feld auch bei den BAFTA-Awards an. Auf der am 18. Januar 2023 bekanntgegebenen Shortlist führte dann Oppenheimer mit immer noch dreizehn Nominierungen, Barbie war aber mit nur fünf BAFTA-Nominierungen zurückgefallen. Insbesondere war Barbie kein Kandidat für den besten Film und kein Kandidat für die beste Regie. Das Barbenheimer-Duo fiel bei der BAFTA-Verleihung endgültig auseinander, als Oppenheimer sieben Auszeichnungen erhielt und Barbie keine.
Auszeichnungen von Berufsgruppen
Für die Critics’ Choice Movie Awards wurde Barbie achtzehnmal und damit am meisten nominiert. Oppenheimer folgte gleichauf mit Poor Things mit je dreizehn Nominierungen. Oppenheimer erhielt hiervon acht Critics' Choice Awards, unter anderem als bester Film, und Barbie sechs, was die Barbenheimer-Filme zu den zwei meistausgezeichneten Filmen machte. Bei den Screen Actors Guild Awards 2024 führten die beiden Barbenheimer-Filme mit je vier Nominierungen für Screen Actors Guild Awards. Die SAG-Nominierungen wurden als Fortsetzung des Barbenheimer craze gesehen. Im Ergebnis erhielt Oppenheimer drei Hauptauszeichnungen bei den SAG-Awards, während Barbie leer ausging. Bei den Directors Guild of America Awards wurde Gerwig für ihre Regie bei Barbie nominiert und Nolan für seine Regie bei Oppenheimer neben drei anderen Regisseuren ausgezeichnet. Bei den Writers Guild Awards waren beide Filme in verschiedenen Kategorien nominiert, aber keiner der Filme wurde bei der Verleihung im April 2024 ausgezeichnet.
People’s Choice Awards
Bei den People’s Choice Awards führten die Barbenheimer nicht nur mit neun Nominierungen für Barbie und sechs für Oppenheimer, die Vergabe wurde außerdem von Simu Liu, einem Nebendarsteller in Barbie, moderiert. Die People's Choice Awards kamen bezüglich dem Barbenheimer-Duo zum spiegelbildlichen Ergebnis von den BAFTAs, mit Barbie als Movie of the Year und Darstellerauszeichnungen.
| Preis           | Barbie | Barbie | Oppenheimer | Oppenheimer |
| Preis           | Nom.   | Aus.   | Nom.        | Aus.        |
| --------------- | ------ | ------ | ----------- | ----------- |
| Oscars          | 8      | 1      | 13          | 7           |
| Golden Globes   | 9      | 2      | 8           | 5           |
| BAFTA           | 5      | 0      | 13          | 7           |
| Critics’ Choice | 18     | 6      | 13          | 8           |
| People’s Choice | 9      | 5      | 6           | 1           |
| SAG             | 4      | 0      | 4           | 3           |
| WGA             | 1      | 0      | 1           | 0           |

### Potenzielle Nachfolger des Phänomens
Nach Barbenheimer bemerkten die Medien weitere gleichzeitige Veröffentlichung von Kinofilmen, zu denen neue Portmanteaus entwickelt wurden, um ein mögliches zweites Barbenheimer zu finden. So entstand im September 2023 „Saw Patrol“ für den Horrorfilm Saw X und den Kinderanimationsfilm Paw Patrol – Der Mighty Kinofilm.
Nach mehreren Verschiebungen wurde die Musicalverfilmung Wicked auf denselben Veröffentlichungstag wie Gladiator II auf den 22. November 2024 gelegt. Der Spiegel kommentierte zu diesen Filmen: „Einmal also Frauenkram, einmal was für echte Kerle, keine Konkurrenz füreinander. Wie eben bei »Barbie« und »Oppenheimer«. […] Das mit den dramaturgischen Gegensätzen stimmt bei »Wicked« und »Gladiator II« schon mal. Mit Spannung erwartet werden die beiden Produktionen ebenfalls.“ Das Portmanteau Glicked wurde etwa öffentlich von Paul Mescal, der die Hauptrolle in Gladiator II spielt, benutzt. Rebecca Rubin von Variety schrieb, dass Hollywood möglicherweise niemals wiederholen könne, was das Phänomen Barbenheimer ausgelöst habe, Kinobesitzer allerdings hoffen würden, dass Wicked und Gladiator II etwas Ähnliches erreichen würden. Da im Oktober die Filme Joker: Folie à Deux und Venom: The Last Dance nicht erfolgreich waren, liege zunehmender Druck auf die beiden Filme, die – zusätzlich mit Vaiana 2 – zu Thanksgiving erscheinen. Shawn Robbins, Analytiker von Fandango, sagte, Gespräche zu Wicked und Gladiator II würden an Barbenheimer erinnern und einander anheizen. Wieder kreierten Internetkünstler beispielsweise kombinierte Filmposter. Beide Filme hatten gute Premierewochenenden, blieben aber hinter Barbie und Oppenheimer zurück, und in einer Marktumfrage von Fandango sagten 60 Prozent der Befragten, dass sie daran interessiert seien, Wicked und Gladiator II im Doppelpack zu sehen. Während beide Filme erfolgreich seien, erreiche Glicked nicht dieselbe kulturelle Aufregung wie Berbenheimer und nach Tim Richards, dem CEO von Vue, gebe es weniger Anzeichen, dass Leute Doppelvorstellungen buchen würden. Fans seien argwöhnisch gegenüber ständigen Versuchen, Barbenheimer zu replizieren. Nach Medienanalytiker David Hancock sei Glicked vollständig fabriziert und Barbenheimer natürlich zusammengekommen.

## Film
Im November 2023 kündigte der B-Filmproduzent Charles Band für 2024 unter seinem Studio Full Moon Feature die Produktion eines Barbenheimer-Films, der Lieder von Brian Wecht enthalten soll, an.

## Benennungen nach Barbenheimer
Astronomen benannten einen vor etwa 13 Milliarden Jahren explodierten Vorgängerstern des Roten Riesen J0931+0038 Barbenheimer.